# Aci Sant'Antonio
Aci Sant'Antonio (Jaci Sant'Antoniu en siciliano) es una municipio siciliano de 15.664 habitantes de la provincia de Catania. Su superficie es de 14 km². Su densidad es de 1119 hab/km². Los municipios confinantes son Aci Bonaccorsi, Aci Catena, Acireale, Valverde, Viagrande, y Zafferana Etnea.
Muchos pueblos surgidos sobre el volcán Etna, poseen un prefijo verbal común: "Aci"; esto se debe probablemente al mito de Galatea y Acis (en italiano "Aci"), que Teócrito, Virgilio y Ovidio ambientaron en estos parajes.

## Evolución demográfica
| Gráfica de evolución demográfica de Aci Sant'Antonio entre 1861 y 2011 |
|                                                                        |
| Fuente ISTAT - elaboración gráfica de Wikipedia                        |

- Datos: Q341318
- Multimedia: Aci Sant'Antonio / Q341318

1. ↑  Worldpostalcodes.org, código postal n.º 95025.
2. ↑  «Codici Catastali». Comuni-italiani.it (en italiano). Consultado el 29 de abril de 2017.